# ヒトES細胞を使った臨床試験
米国食品医薬品局（FDA）は、2009年1月23日にヒト胚性幹細胞（ES細胞）に関する米国初の臨床試験を承認した。カリフォルニア州メンロパークにあるバイオテクノロジー企業Geron Corporationは当初、脊髄に損傷をもつ10人の患者に対して臨床試験をする予定だった。同社の、ヒトES細胞由来の製品であるGRNOPC1は、脊髄損傷を緩和させるように、神経成長を刺激することを期待したものだった。これらの細胞を注射されたマウスに嚢胞が発見され、安全性の懸念が高まったため、FDAによって延期され、2010年に開始された。

## FDAの承認プロセス
米国では、新しく開発された医薬品を含むすべての臨床試験は、FDAによって承認を受けなければならない。研究者は、FDAの承認を得るためには、Investigational New Drug（IND）申請書を作製しなければならない。 INDには、一般的に、薬物の安全性についての、動物試験、および毒物試験の研究結果、薬物をどこでどのように製造するかの情報、誰が研究に関わったかを記述した詳細な研究プロトコール、臨床試験への参加者がどのように同意するかを記載する。新薬の試験は、薬物が一般に販売される前に、3段階の研究で試験される。第I相の臨床試験では、参加者は小グループで、安全性が検証される。第II相の臨床試験では、この薬の有効性が調べられ、多くの参加者で試験されます。第IIII相の臨床試験は 1,000～3,000人の参加者を対象とし、有効性を分析し、副作用を判定し、新薬の効果を市販の類似医薬品と比較する。追加的に第IV相として、薬剤が市場に出た後、継続的に情報を得る。Geron社のGRNOPC1の臨床試験のIND申請は、およそ2万8千ページの長さで、これまでFDAに提出された最も長い申請の1つであった。

## 前臨床データ
Geron社がヒトでGRNOPC1を臨床試験する前に、動物での試験が行われた。カリフォルニア大学のHans KeirsteadとGabriel Nistorは、ヒトES細胞から希突起膠細胞（オリゴデンドロサイト）を分化させ、脊髄損傷のラットに注入した。ラットの症状は治療後に改善した。

## ジェロン社の脊髄損傷の臨床試験
治験に参加した初めての患者は、2010年10月に治験に参加した。患者は交通事故で脊髄損傷を受けた2週間後に臨床試験に参加した。
Geron社は当初、10人の患者を治験することを目指していたが、合計4人の治験をした。 Geron社が指定したのは、治験を受ける患者としての資格として、神経学的な完全な脊髄損傷を受けて7日から14日以内に治験に参加しなければならなかった。さらに、患者は18歳から65歳でなければならず、悪性腫瘍、重大な臓器損傷、妊娠または授乳していないこと、または他の実験的な処置に参加してないことが条件だった。参加者は、約200万個の細胞が含まれたGRNOPC1を1回注射した。治験終了後、Geron社は参加者を15年間モニターする。
治験の公式な結果は公表されていないが、2011年10月の米国リハビリテーション医学会議（ACRM）で臨床試験の予備的な結果が発表された。悪心および低マグネシウムが報告され、深刻なマイナスの影響はなかったものの、脊髄または神経学的状態に変化は見られなかった。
この臨床試験までの研究に数百万ドルを投資し、Geron社は2011年11月にこの研究を中止し、癌研究に焦点を当てるとした。Geron社の最高経営責任者（CEO）であるJohn Scarlettは、「現在の資本不足と不安定な経済情勢の中で、私たちは、2つの斬新で有望な腫瘍の候補薬に資源を集中させるつもりだ」と語った。Geron社の臨床試験は、幹細胞とその用途に関する知識の向上につながりうると、多くの人が信じていたため、臨床試験の資金不足による中止は失望をもたらした。
2013年にGeron社の創設者であり、Advanced Cell Technologyの元最高科学技術責任者（Chief Scientific Officer）であったMichael D. Westが、CEOとして率いるバイオテクノロジー企業のBioTime社によって、Geron社の幹細胞に関する資産が取得された。 BioTime社は、脊髄損傷の治療のためのES細胞に基づく臨床試験を再開する予定であることを示した。

## ACTによる、「黄斑ジストロフィー」と「萎縮型加齢黄斑変性症」の臨床試験
ヒトES細胞から分化した細胞を使った、2つの臨床試験が2010年に承認された。マサチューセッツ州マールボロにあるアドバンストセルテクノロジー（ACT）は、「黄斑ジストロフィー(Stargardt's macular dystrophy）」および萎縮型加齢黄斑変性の患者の視力改善を目的とした臨床試験を行っている。はじめに、米国の3つの病院に入院している12人の患者が参加した。参加した3つの病院は、オレゴン州ポートランドのCasey Eye Institute、マサチューセッツ州ウォルチェスターのマサチューセッツ記念メディカルセンター、ニュージャージー州ニューアークのニュージャージー医学校である。患者の眼に、ヒトES細胞由来の網膜色素上皮細胞を注射した。 2012年1月にランセットに発表された論文では、この研究の決定的な結果は得られていないが、予備的な所見は有望であると述べられている。この論文では、治験の一部として治療された2人の患者からの結果について議論している。臨床試験では、患者の視力は悪くなるなどの負の副作用は、報告されなかった。
ヒトES細胞由来の網膜色素上皮（RPE）細胞を使った、重症近視の臨床試験フェーズI / IIが2013年2月に承認された。

## ViaCyte社による、ヒト幹細胞由来のベータ細胞を使った糖尿病の臨床試験
FDAは、2014年8月にViaCyte社によるヒトES細胞由来のベータ細胞を用いた糖尿病治療のフェーズIの臨床試験を承認した。細胞は免疫保護カプセルで包まれ移植される。前臨床試験の動物での試験は数カ月以内に症状の寛解が得られた。同社は、2014年10月下旬に治験の対象となる40人の患者のうちの最初の患者への移植が成功したと報告した。

## 資金調達
ヒトES細胞研究のためのアメリカの国家による予算が増加するにつれて、アメリカの州も臨床試験のために、多くの支援をしている。 2010年に、カリフォルニアは初期段階の臨床試験に5億ドルを拠出した。認可された臨床試験は、カリフォルニアで行われなければならないが、この資金により今後のこの分野における研究が発展することが期待される。